# Леруа, Луи
Луи́ Леруа́ (фр. Louis Leroy; 1812, Париж — 1885, там же) — французский журналист, драматург и гравер, известен тем, что ввёл в оборот термин «импрессионизм».

## Биография
Работал на сатирический журнал «Le Charivari» в течение 30 лет. Писал весёлые и популярные пьесы (комедии, водевили), часто в соавторстве с другими драматургами. Для своих статей и фельетонов создавал многочисленные гравюры. Именно Леруа впервые назвал «импрессионистами» группу тогда ещё неизвестных художников в своей критической статье «Выставка импрессионистов». Эта статья, опубликованная 25 апреля 1874 года, была посвящена первой выставке импрессионистов и представляла собой придуманный Леруа диалог двух посетителей выставки, обменивающихся мнениями об увиденных там картинах. Поводом для употребления слова «импрессионисты» послужила картина Клода Моне «Впечатление. Восход солнца». Статья заканчивается тем, что после осмотра картин, представленных на выставке, Венсан, художник академического толка, сходит с ума и, издавая дикие крики, пускается в неистовый танец.
Первоначально художники открещивались от данного им прозвища «импрессионисты» (буквально — впечатлисты), но позже приняли его. По мнению искусствоведа Жана-Поля Креспеля:
Леруа, конечно, не мог даже и предположить, что художники в знак протеста (не пожелав прислушаться к мнению Дега) назовут себя импрессионистами и что импрессионизм станет самым знаменитым художественным движением. Лишь благодаря тяжеловесному юмору Леруа его имя оказалось навсегда связано с именами художников, которых он хотел выставить на посмешище, и осталось в истории искусства.